# Giang mai
Giang mai (syphilis) là một bệnh lây truyền qua đường tình dục hoặc qua tiếp xúc. Nó do xoắn khuẩn Treponema pallidum (xoắn khuẩn giang mai) gây ra. Đường lây truyền của bệnh giang mai phần lớn là qua đường tình dục, mặc dù có những ca bệnh giang mai lây qua tiếp xúc hoặc sử dụng chung đồ dùng với người bệnh, hoặc do bẩm sinh (lây truyền từ mẹ sang con trong tử cung hoặc khi sinh).
Các dấu hiệu và triệu chứng của bệnh giang mai rất nhiều, do đó trước khi phương pháp xét nghiệm huyết thanh học ra đời thì việc chẩn đoán chính xác bệnh giang mai rất khó khăn bởi vì nó thường bị nhầm lẫn với các bệnh khác, đặc biệt là trong giai đoạn 3.
Giang mai trước kia là bệnh không chữa được nên người ta rất khiếp sợ nó, nhưng ngày nay có thể điều trị được bằng thuốc kháng sinh như penicillin. Nếu không chữa trị, bệnh giang mai có thể gây biến chứng cho tim, động mạch chủ, não, mắt, và xương, trong một số trường hợp có thể gây tử vong.

## Chẩn đoán
Bệnh giang mai phát triển theo bốn giai đoạn chính: giai đoạn 1, giai đoạn 2, giai đoạn ủ bệnh và giai đoạn 3.

### Giai đoạn 1

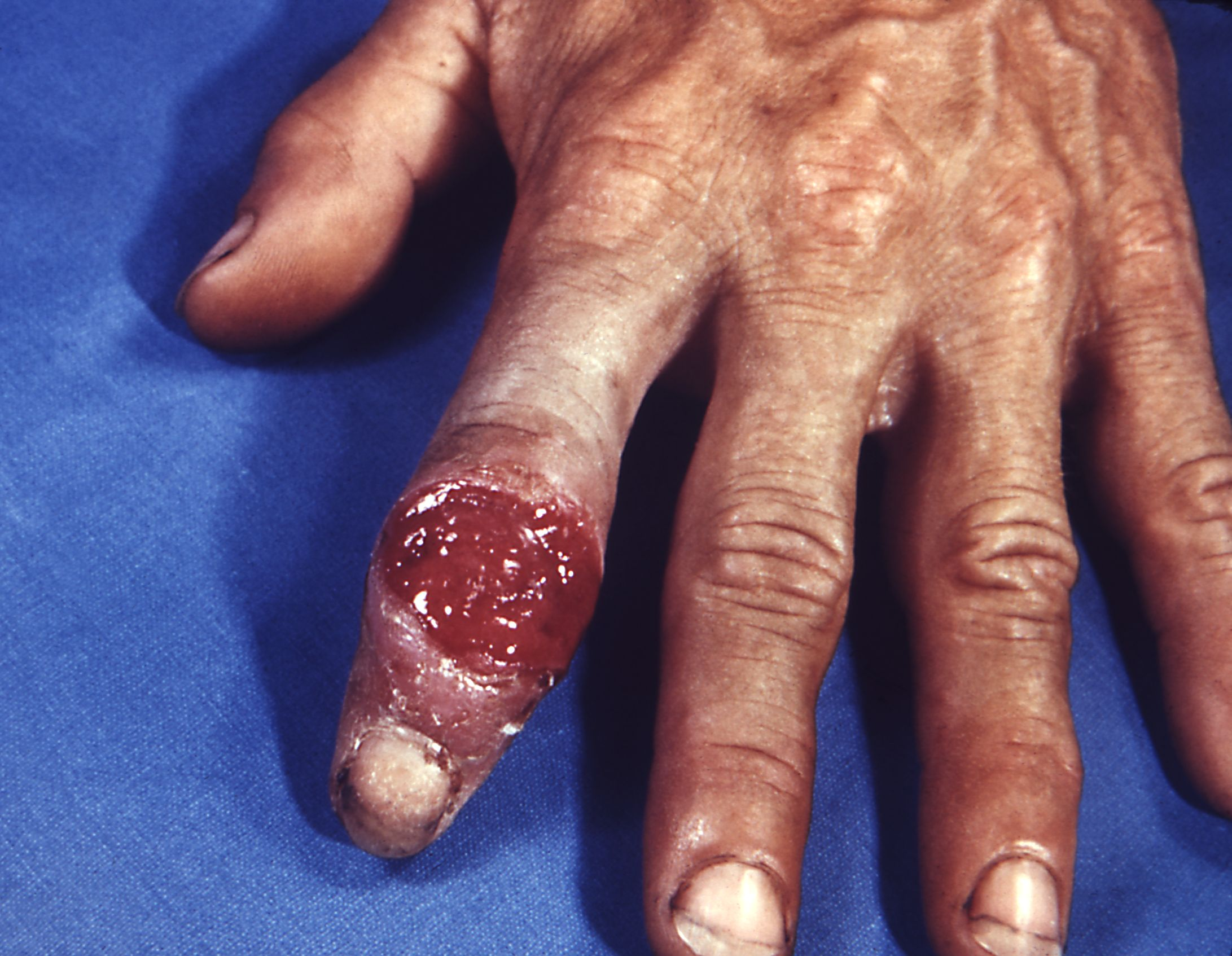
Vết loét hạ cam trên ngón tay. Khác với các bệnh lây truyền qua đường tình dục khác, bệnh giang mai không chỉ giới hạn ở những bộ phận sinh dục, mà còn có thể lây truyền qua các tiếp xúc gần khác

Đây là giai đoạn rất quan trọng để phát hiện và điều trị kịp thời. Khoảng 3-90 ngày sau khi tiếp xúc với nguồn bệnh (trung bình 21 ngày), sẽ xuất hiện tổn thương da ở các điểm tiếp xúc. Vết loét xuất hiện ở những nơi tiếp xúc với xoắn khuẩn giang mai, thường là ở bộ phận sinh dục như: môi lớn, môi bé, âm đạo, cổ tử cung, quy đầu, dương vật hoặc trực tràng. Tổn thương này, được gọi là săng giang mai, là một dạng viêm loét, có đặc điểm nông, hình tròn hay bầu dục kích thước 0.3 đến 3 cm, bờ nhẵn, màu đỏ, không ngứa, không đau, không có mủ; đáy vết loét thâm nhiễm cứng và kèm theo nổi hạch hai bên vùng bẹn, cứng và cũng không đau. Các triệu chứng trên có thể tự biến đi sau 3 đến 6 tuần lễ kể cả không điều trị nên nhiều người tưởng lầm là khỏi bệnh nhưng thực sự là vi khuẩn lúc đó đã vào máu, bệnh vẫn tiếp tục phát triển với những biểu hiện khác.

### Giai đoạn 2

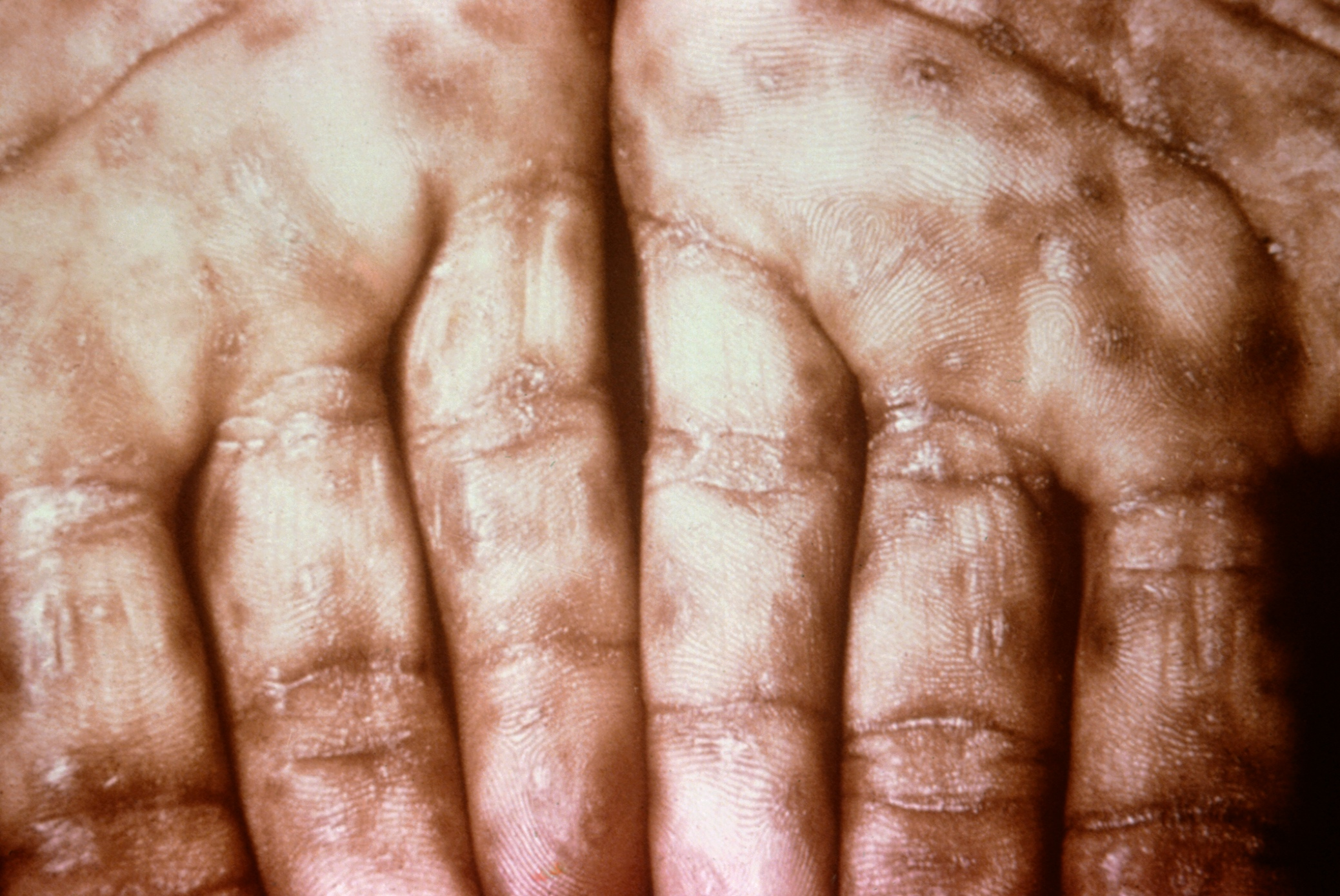
Triệu chứng của bệnh giang mai giai đoạn thứ phát xuất hiện trên lòng bàn tay, cũng có khi ở lòng bàn chân.

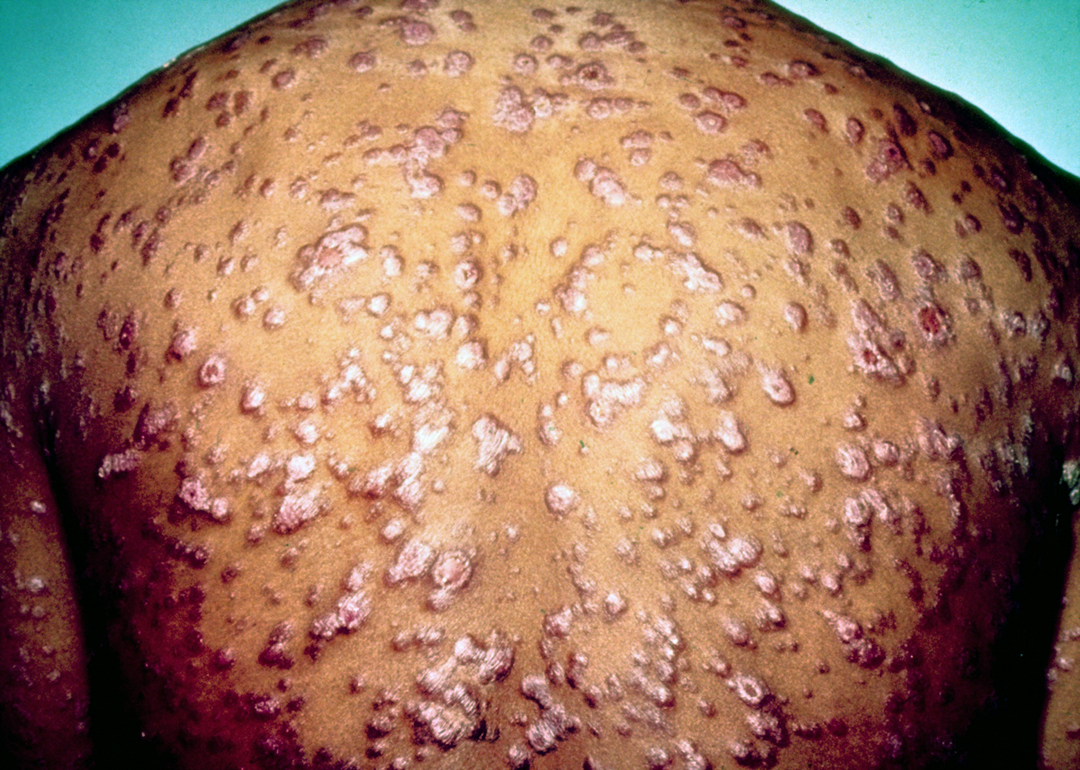
Giang mai giai đoạn 2 ở bệnh nhân 52 tuổi mắc bệnh AIDS; các vết loét và sẩn xuất hiện trên khuôn mặt, ngực, cánh tay

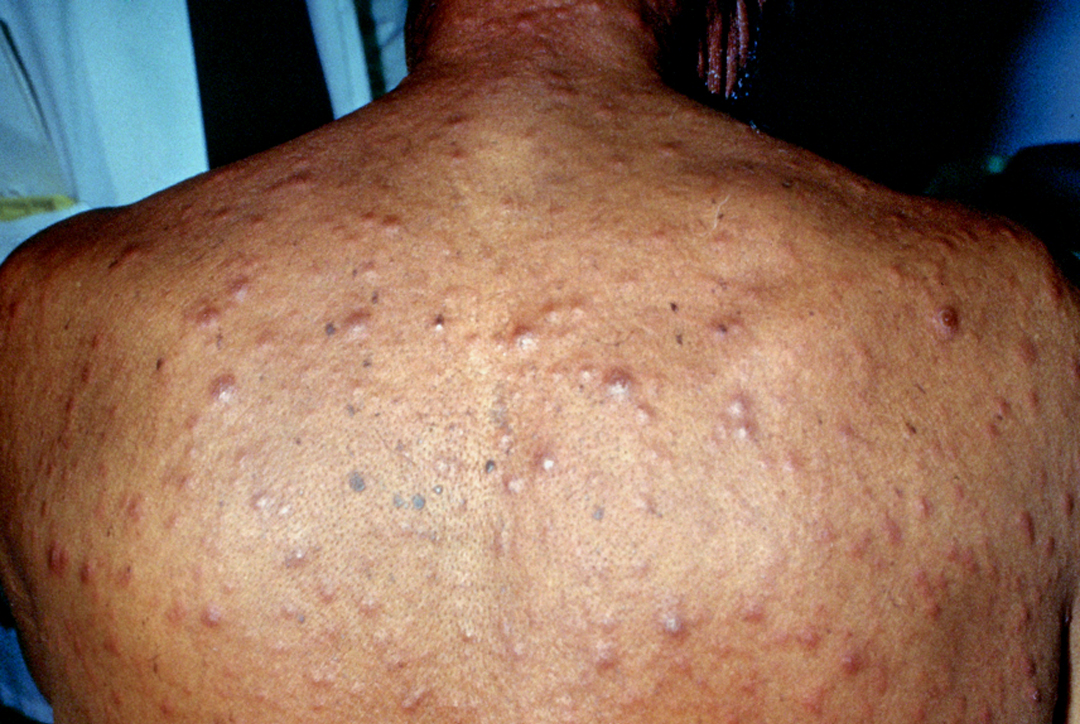
Giang mai giai đoạn 2 ở bệnh nhân 23 tuổi với các nốt phỏng nước trên lưng.

Giai đoạn 2 xảy ra từ 4 đến 10 tuần sau giai đoạn 1. Giai đoạn này có rất nhiều biểu hiện khác nhau, ví dụ như: nốt ban đối xứng, màu hồng như hoa đào (đào ban) không ngứa trên toàn thân hoặc tứ chi bao gồm cả lòng bàn tay, bàn chân , hình ảnh đào ban màu đỏ hồng hoặc hồng tím như cánh hoa đào, ấn vào thì mất, không nổi cao trên mặt da, không bong vảy và tự mất đi. Thường khu trú hai bên mạng sườn, ngực, bụng, chi trên. Đào ban xuất hiện dần trong vòng 1 đến 2 tuần, tồn tại không thay đổi trong vòng 1 -3 tuần sau đó nhạt màu dần rồi mất đi.
Hoặc bệnh có thể làm xuất hiện các mảng sẩn, nốt phỏng nước, vết loét ở da và niêm mạc. Mảng sẩn, sẩn các loại, có nhiều kích thước khác nhau, như bằng hạt đỗ, đinh gim, hoặc sẩn hình liken, ranh giới rõ ràng màu đỏ như quả dâu, không liên kết với nhau, thường hay bong vảy và có viền da ở xung quanh sẩn, nếu các sẩn có liên kết với nhau sẽ tạo thành các mảng, hay sẩn mảng, các sản ở kẽ da do bị cọ xát nhiều có thể bị trợt ra, chảy nước, trong nước này có chứa rất nhiều xoắn khuẩn nên rất dễ lây khi tiếp xúc với những bệnh nhân này. Sẩn mủ ít gặp hơn đào ban và các loại sẩn trên, chủ yếu ở những người nghiện rượu, trông giống như viêm da mủ nông và sâu. Tại các khu vực ẩm ướt của cơ thể (thường là âm hộ hoặc bìu), phát ban trở nên bằng phẳng, rộng, màu trắng, hoặc các thương tổn giống như mụn cóc.
Các triệu chứng khác thường gặp ở giai đoạn này bao gồm sốt, đau họng, mệt mỏi, sụt cân, đau đầu, nổi hạch. Một số trường hợp hiếm gặp có thể kèm theo viêm gan, thận, viêm khớp, viêm màng xương, viêm dây thần kinh thị giác, viêm màng bồ đào, và viêm giác mạc kẽ. 
Các triệu chứng này thường tự biến mất sau 3-6 tuần.

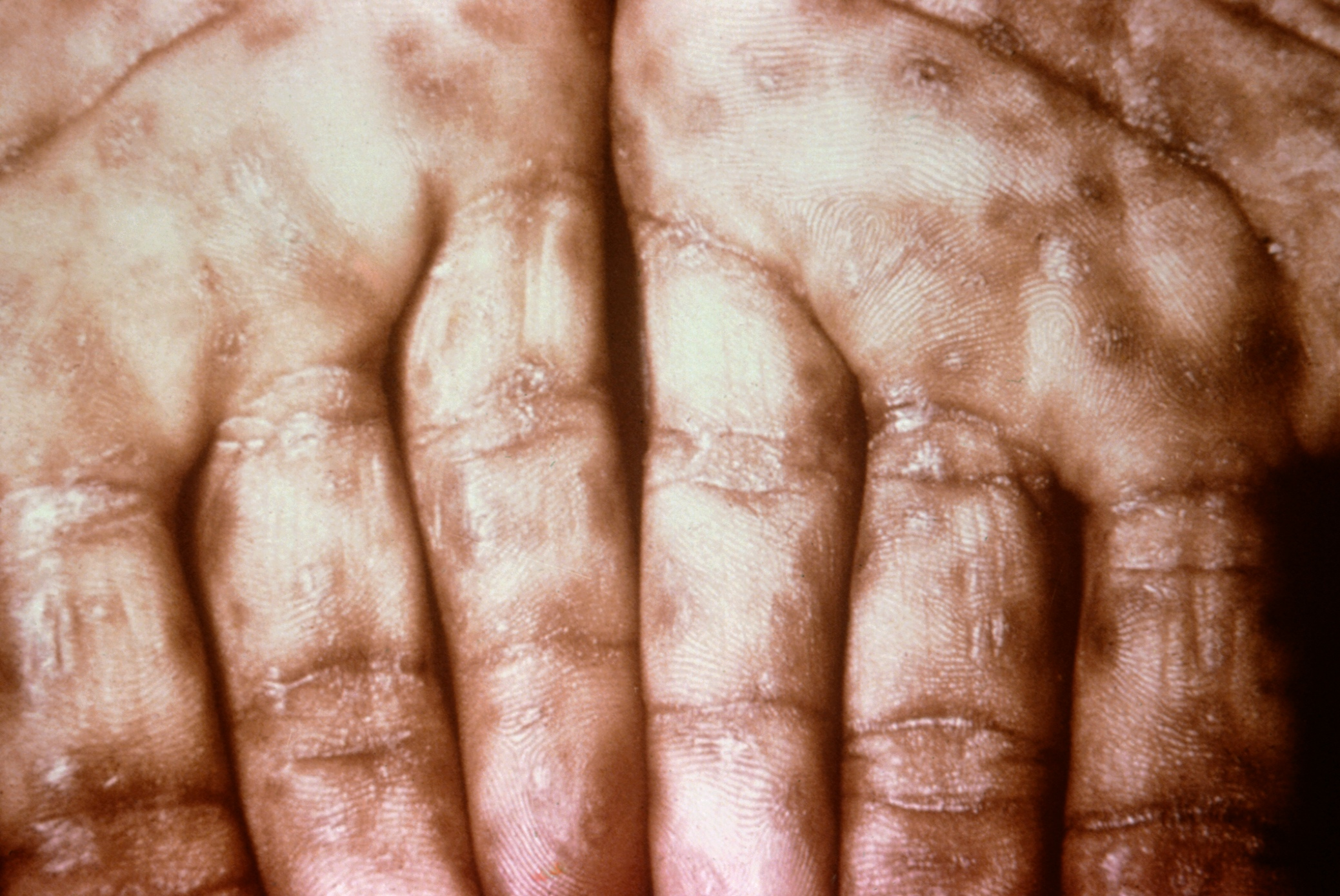
Triệu chứng của bệnh giang mai giai đoạn 2 ở lòng bàn tay.
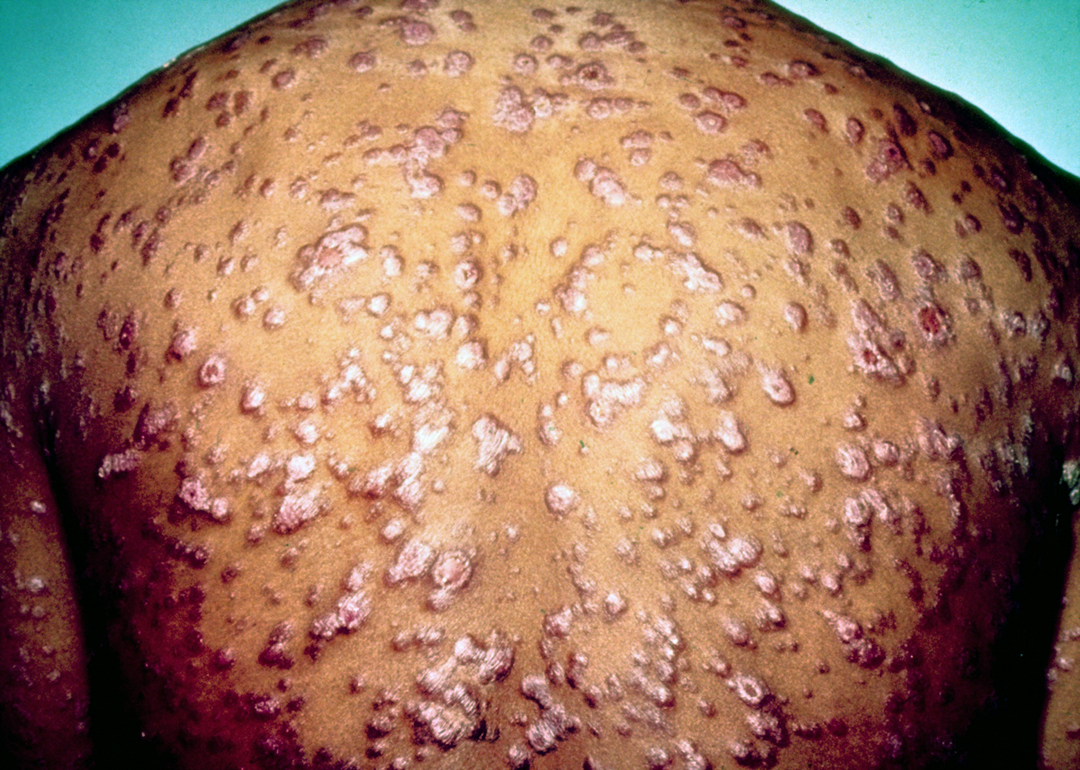
Nốt nhú đỏ xuất hiện toàn thân
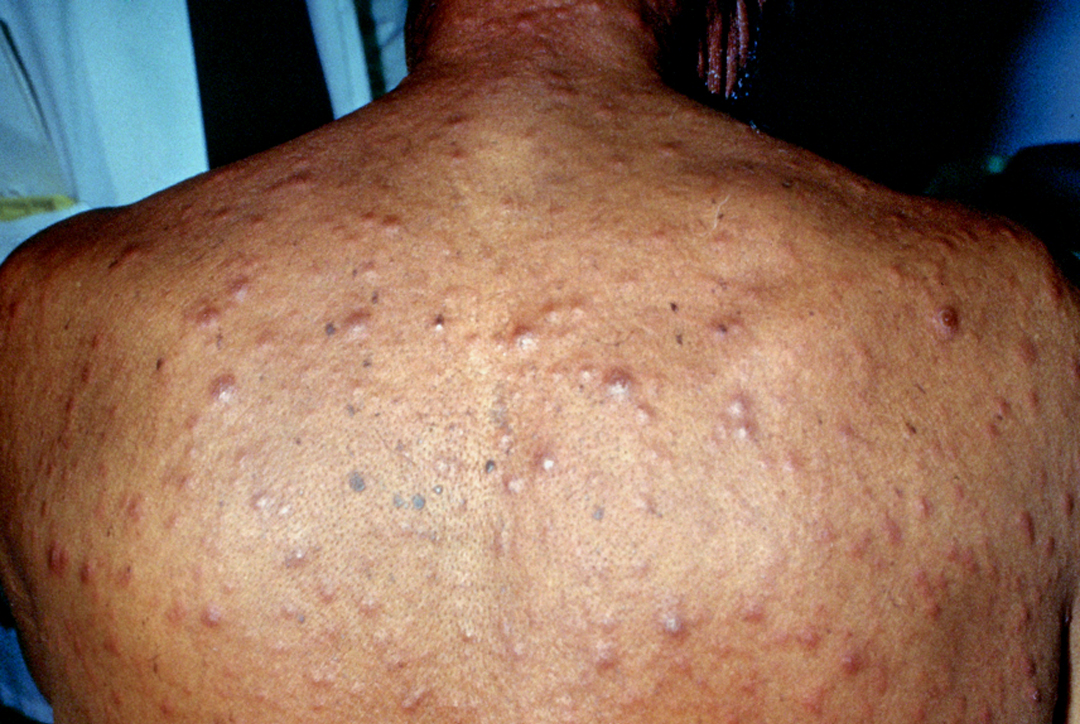
Ban ngứa dữ dội của bệnh giang mai giai đoạn 2

### Giai đoạn tiềm ẩn
Giang mai tiềm ẩn được xác định khi có bằng chứng huyết thanh của bệnh nhưng không có dấu hiệu hoặc triệu chứng của bệnh. Giai đoạn này chia làm hai loại: thời gian tiềm ẩn dưới 1 năm sau giai đoạn 2 (sớm) và thời gian tiềm ẩn kéo dài hơn 1 năm sau giai đoạn 2 (muộn). Giang mai tiềm ẩn sớm có thể tái phát các triệu chứng bệnh, giang mai tiềm ẩn muộn không có triệu chứng và không lây bằng giang mai tiềm ẩn sớm.

### Giai đoạn 3

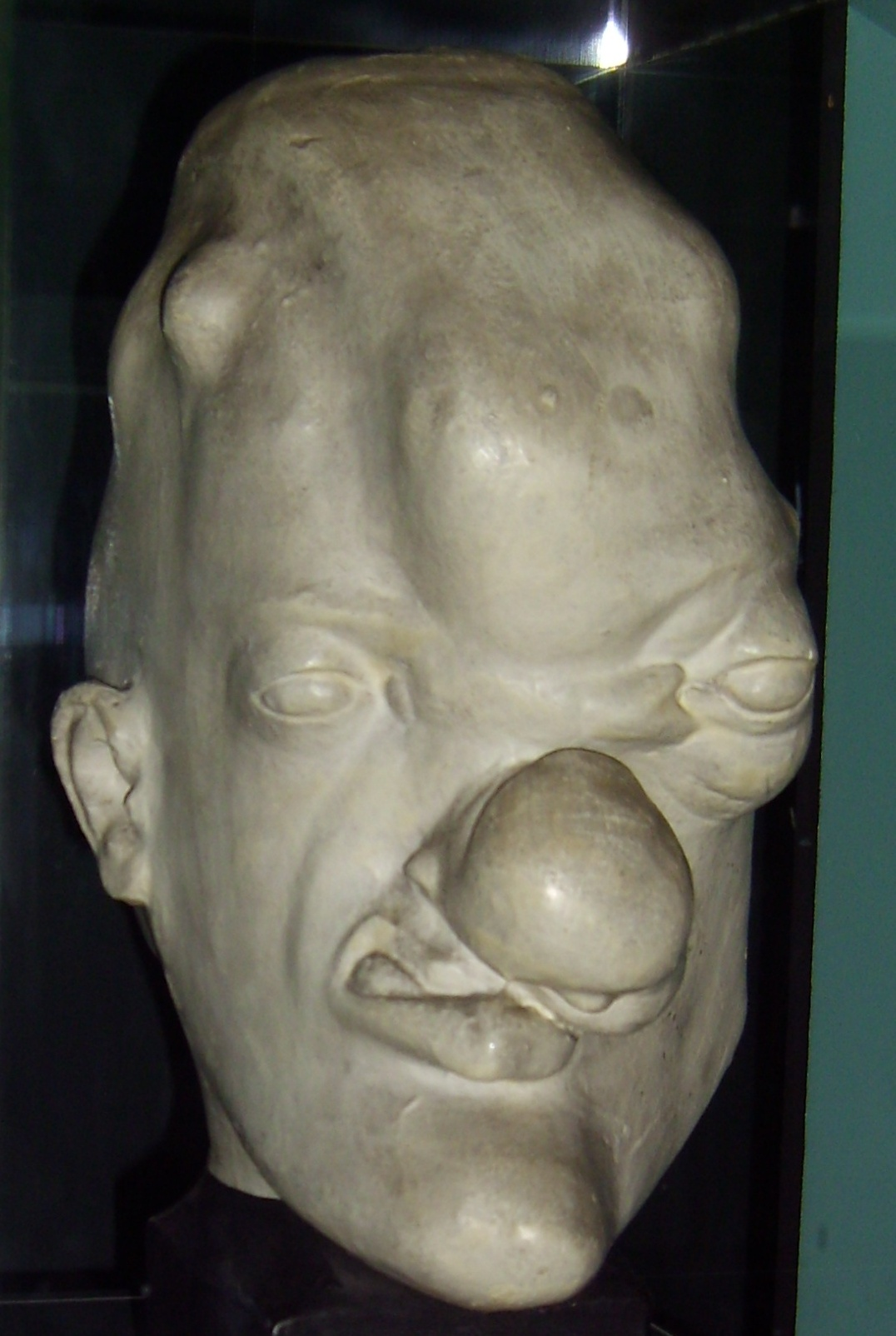
Mô phỏng đầu của một bệnh nhân mắc bệnh giang mai giai đoạn 3

Giang mai giai đoạn 3 có thể xảy ra khoảng 3-15 năm sau những triệu chứng của giai đoạn 1 và được chia thành ba hình thức khác nhau: giang mai thần kinh (6,5%), giang mai tim mạch (10%) và củ giang mai (15%). Những người bị bệnh giang mai giai đoạn này không lây bệnh.
- Củ giang mai xuất hiện từ 1-46 năm sau khi nhiễm bệnh (trung bình 15 năm)[2], có hình cầu hoặc mặt phẳng không đối xứng, màu đỏ như mận, hơi ngả tím, kích thước bằng hạt ngô, mật độ chắc, ranh giới rõ ràng, các củ giang mai tiến triển không lành tính, nhất thiết hoại tử hoặc hoại tử teo hoặc tạo loét, rất chậm lành và ít lây hơn, sau khi khỏi thường để lại sẹo. Nếu củ, gôm khu trú vào các tổ chức quan trọng và không được điều trị sẽ đe doạ tính mạng bệnh nhân.
- Giang mai thần kinh là bệnh liên quan đến hệ thống thần kinh trung ương.[2] Nó có thể xảy ra sớm: không có triệu chứng hoặc biểu hiện lâm sàng bằng viêm màng não, hay sự phân ly giữa biến đổi dịch não tủy đã rõ rệt và triệu chứng lâm sàng còn thô sơ. Hoặc xảy ra muộn: gây ra tổn thương ngoài viêm màng não, mạch máu não, còn tổn thương não khu trú hoặc tổn thương thoái hóa ở não. Giang mai thần kinh thường xảy ra 4-25 năm sau khi nhiễm bệnh.[2] Bệnh có thể gây suy nhược trầm cảm, rối loạn ý thức từng thời kỳ, động kinh, đột quỵ hay gây ra ảo giác đối với người bệnh.
- Giang mai tim mạch thường xảy ra 10-30 năm sau khi nhiễm bệnh.[2] Các biến chứng thường gặp nhất là phình mạch.[2]

## Điều trị

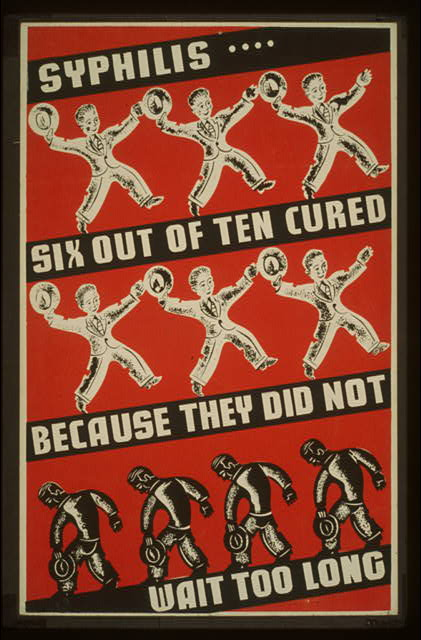
Áp phích tuyên truyền điều trị giang mai trong thời kỳ đầu (Hoa Kỳ)

Tuy là bệnh nguy hiểm nhưng bệnh giang mai nếu được điều trị bằng những loại thuốc đặc trị thì tỷ lệ khỏi bệnh là khá cao, miễn là phải được phát hiện sớm và điều trị đúng chỉ dẫn của thầy thuốc.

### Giai đoạn đầu
Lựa chọn đầu tiên cho việc điều trị các bệnh giang mai không biến chứng là một liều duy nhất penicillin G tiêm bắp. Doxycycline và tetracycline cũng là sự lựa chọn thay thế, tuy nhiên không thể sử dụng ở phụ nữ mang thai. Ceftriaxone có thể có hiệu quả tương tự như điều trị bằng penicillin.

### Giai đoạn biến chứng
Do penicillin G ít xâm nhập vào hệ thống thần kinh trung ương cho nên đối với những bệnh nhân giang mai thần kinh nên được tiêm penicillin liều cao vào tĩnh mạch tối thiểu là 10 ngày. Nếu bị dị ứng với penicilline thì có thể được sử dụng cetriaxone thay thế. Điều trị tại thời điểm này sẽ hạn chế sự tiến triển hơn nữa của bệnh, nhưng không thể cải thiện các thiệt hại do bệnh đã gây ra.

### Phản ứng Jarisch-Herxheimer
Một trong những tác dụng phụ của điều trị là phản ứng Jarisch-Herxheimer. Phản ứng phụ thường bắt đầu trong vòng một giờ sau khi tiêm thuốc và kéo dài trong 24 giờ với các triệu chứng sốt, đau cơ, nhức đầu, và nhịp tim nhanh.

## Phòng ngừa
Hiện nay vẫn chưa vác xin chủng ngừa có hiệu quả cho công tác phòng chống. Không nên quan hệ tình dục hay tiếp xúc vật lý trực tiếp với một người bị bệnh để tránh lây truyền bệnh giang mai, có thể sử dụng bao cao su đúng cách, tuy nhiên vẫn có thể không hoàn toàn an toàn. Giang mai không lây qua nhà vệ sinh, các hoạt động hàng ngày, bồn tắm, hay dụng cụ ăn uống hoặc quần áo.

### Vắc xin
Tính đến năm 2018, chưa có loại vắc xin nào có hiệu quả phòng chống căn bệnh này. Một số vắc-xin dựa trên protein treponemal đã làm giảm sự phát triển tổn thương ở các thí nghiệm với động vật, nhưng nghiên cứu vẫn đang tiếp tục.

### Quan hệ tình dục
Sử dụng bao cao su làm giảm khả năng lây truyền khi quan hệ tình dục, nhưng nó không thể loại bỏ hoàn toàn nguy cơ lây bệnh. Theo Trung Tâm Kiểm Soát và Phòng Ngừa Bệnh (CDC) tại các tiểu bang Hoa Kỳ, "sử dụng đúng cách và phù hợp bao cao su latex có thể làm giảm nguy cơ lây bệnh giang mai chỉ khi vùng da bị nhiễm bệnh hoặc bộ phận phơi nhiễm tiềm ẩn được bảo vệ". Tuy nhiên, những vùng có giang mai nằm bên ngoài khu vực được bao phủ bởi bao cao su latex vẫn có thể cho phép lây truyền bệnh, vì vậy cần thận trọng ngay cả khi sử dụng bao cao su
Kiêng tiếp xúc tình dục với người bị bệnh có hiệu quả cao trong việc giảm lây truyền bệnh giang mai. CDC tuyên bố rằng "Cách chắc chắn nhất để tránh lây truyền các bệnh lây truyền qua đường tình dục, bao gồm cả bệnh giang mai, là kiêng quan hệ tình dục hoặc quan hệ chung thủy một vợ một chồng lâu dài với bạn đời đã được xét nghiệm và được biết chắc là không bị nhiễm bệnh".

### Giang mai bẩm sinh

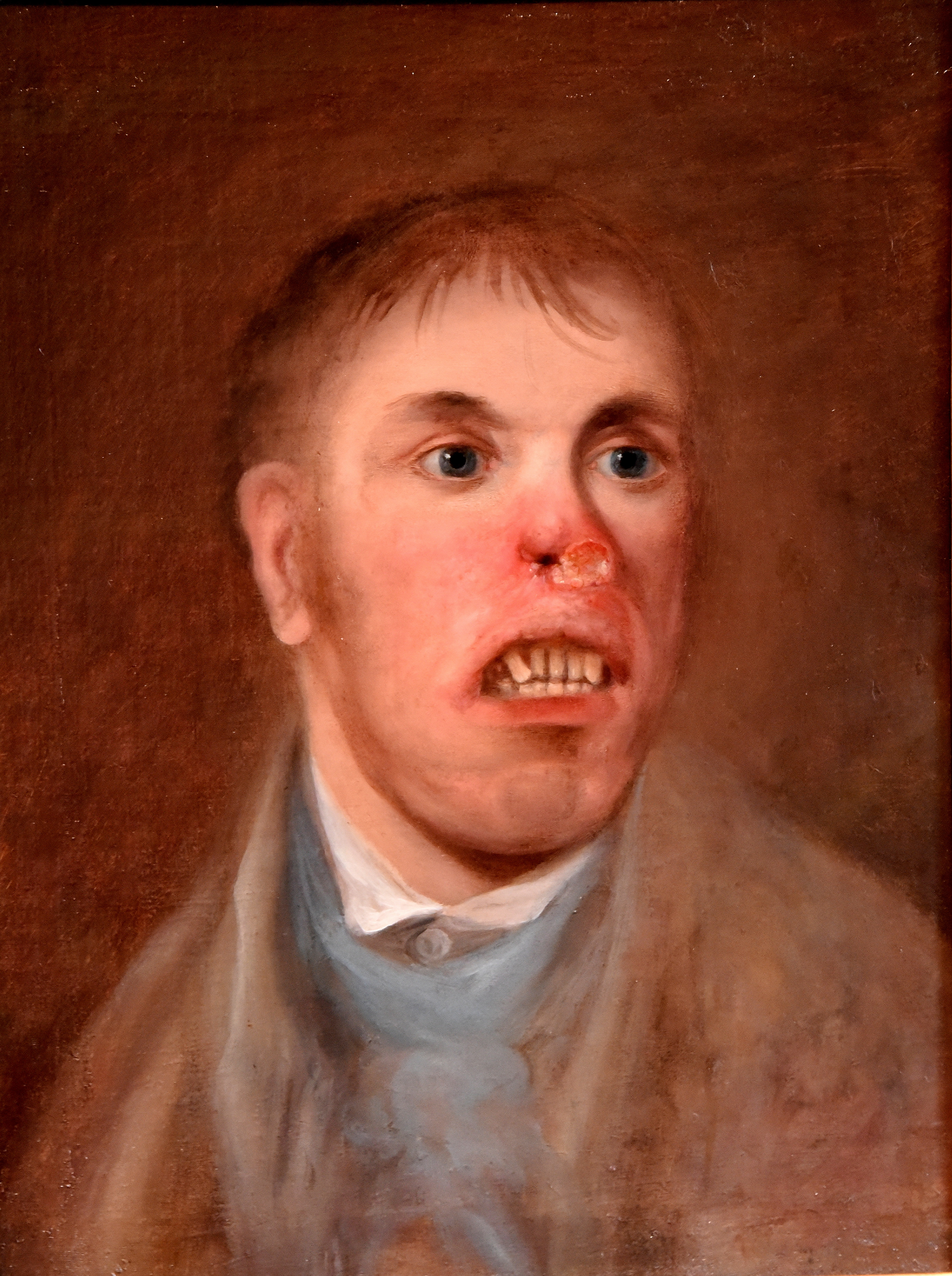
Chân dung ông J. Kay, bị ảnh hưởng biến dạng bởi thứ mà ngày nay được cho là bệnh giang mai bẩm sinh, vẽ khoảng năm 1820

Bệnh giang mai bẩm sinh ở trẻ sơ sinh có thể được ngăn ngừa bằng cách sàng lọc các bà mẹ trong thời kỳ đầu mang thai và điều trị cho những thai phụ bị nhiễm bệnh Dịch vụ dự phòng Hoa Kỳ (USPSTF) khuyến cáo rằng nên sàng lọc phổ quát cho tất cả phụ nữ có thai, trong khi Tổ chức Y tế Thế giới (WHO) khuyến cáo tất cả phụ nữ nên được xét nghiệm ở lần khám thai đầu tiên của họ và một lần nữa trong ba tháng cuối thai kỳ. Nếu họ dương tính, bạn tình của họ cũng nên được điều trị.
Bệnh giang mai bẩm sinh vẫn còn phổ biến ở các nước đang phát triển, do nhiều phụ nữ không được khám thai hoặc không được khám sàng lọc giang mai. Nó vẫn thỉnh thoảng xảy ra ở các nước phát triển, nếu những người có nhiều khả năng mắc bệnh giang mai ít được chăm sóc trong thời kỳ mang thai. Một số biện pháp nhằm tăng cường khả năng tiếp cận xét nghiệm có vẻ hiệu quả trong việc giảm tỷ lệ mắc bệnh giang mai bẩm sinh ở các nước có thu nhập thấp đến trung bình. Xét nghiệm tại nơi chăm sóc để phát hiện bệnh giang mai có vẻ là đáng tin cậy mặc dù cần có thêm nghiên cứu để đánh giá hiệu quả của nó và cải thiện kết quả ở bà mẹ và trẻ sơ sinh.

### Sàng lọc
Trung tâm kiểm soát dịch bệnh (CDC) Mỹ khuyến cáo rằng những người đàn ông có quan hệ tình dục đồng tính luyến ái nên được kiểm tra ít nhất hàng năm. USPSTF cũng khuyến nghị sàng lọc những người có nguy cơ cao.
Bệnh giang mai là một bệnh phải khai báo ở nhiều quốc gia, bao gồm Canada, và Liên minh châu Âu, và Mỹ. Điều này có nghĩa là các cơ sở y tế chăm sóc sức khỏe được yêu cầu thông báo danh tính người mắc bệnh cho cơ quan y tế công cộng, sau đó lý tưởng nhất là cơ quan này sẽ thông báo cho các đối tác tình dục của người đó. Bác sĩ cũng có thể khuyến khích bệnh nhân bảo bạn tình đi khám. Một số chiến lược đã được tạo ra để cải thiện việc theo dõi kiểm tra STI, bao gồm email và tin nhắn văn bản nhắc nhở về các cuộc hẹn khám bệnh.

## Dịch tễ học

Chuẩn hóa theo độ tuổi tử vong do bệnh giang mai trên 100.000 người vào năm 2004.
no data
<35
35-70
70-105
105-140
140-175
175-210
210-245
245-280
280-315
315-350
350-500
>500

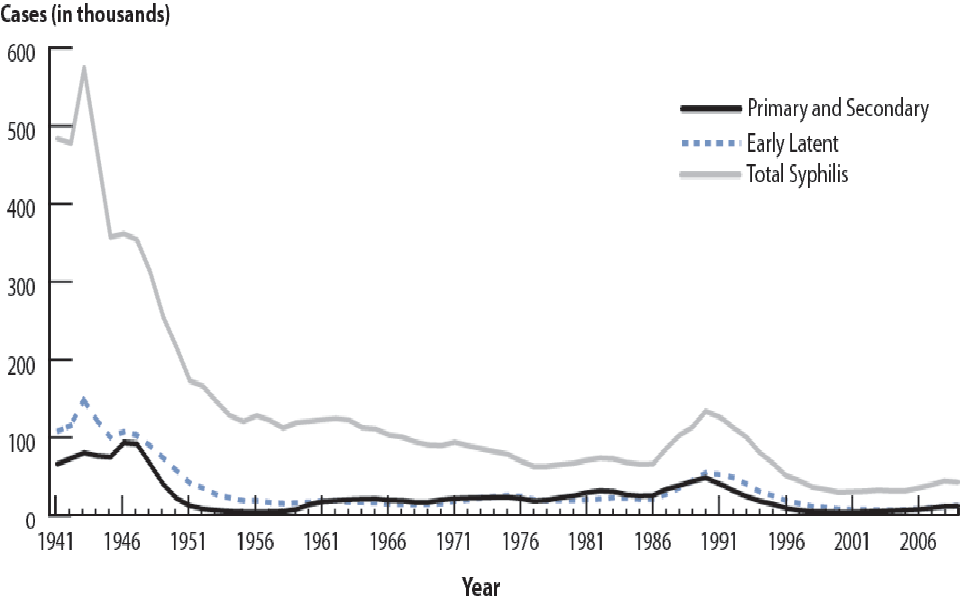
Báo cáo các ca nhiễm giang mai ở Hoa Kỳ giai đoạn 1941–2009

12 triệu người nhiễm giang mai vào năm 1999 với hơn 90% trường hợp ở các nước đang phát triển. Nó ảnh hưởng từ 700.000 và 1.600.000 thai phụ mỗi năm dẫn đến sẩy thai tự nhiên, thai chết lưu, và giang mai bẩm sinh. Trong vùng Sahara ở châu Phi, giang mai góp phần làm tử vong khoảng 20% trẻ sơ sinh.
Trong thế giới phát triển, các ca nhiễm bệnh giang mai đã suy giảm cho đến năm 1980 và 1990 do sử dụng rộng rãi các thuốc kháng sinh. Từ năm 2000, tỷ lệ giang mai đã gia tăng tại Mỹ, Anh, Australia và châu Âu chủ yếu ở nam giới quan hệ tình dục với nam giới (đồng tính luyến ái) do thực hành tình dục không an toàn.
Tại Hoa Kỳ, nhân viên y tế báo cáo khoảng 32.000 người mắc bệnh giang mai trong năm 2002, phần lớn ở tuổi 20–39. Cao nhất ở nữ tuổi 20–24 và nam tuổi 35–39. Năm 2001 có 492 trẻ sơ sinh bị cha mẹ truyền bệnh giang mai, năm 2002 số này tụt xuống một chút – 412.

### Nguồn gốc

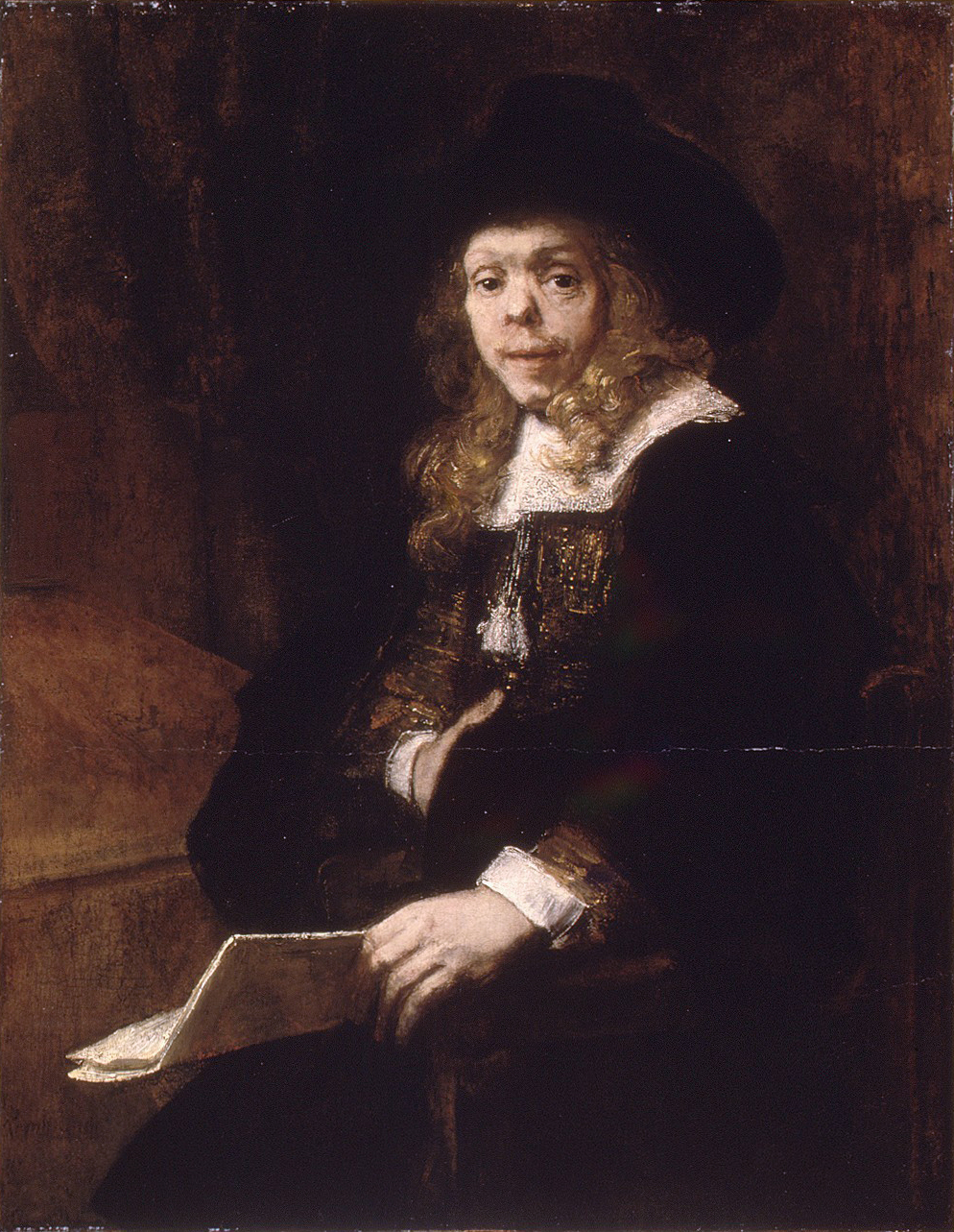
Chân dung của Gerard de Lairesse, vẽ bởi Rembrandt van Rijn, khoảng 1665–67, sơn dầu trên vải. De Lairesse, bản thân là một họa sĩ và nhà lý luận nghệ thuật, mắc bệnh giang mai bẩm sinh khiến khuôn mặt của ông bị biến dạng và cuối cùng khiến ông bị mù.

### Trong nghệ thuật và văn học

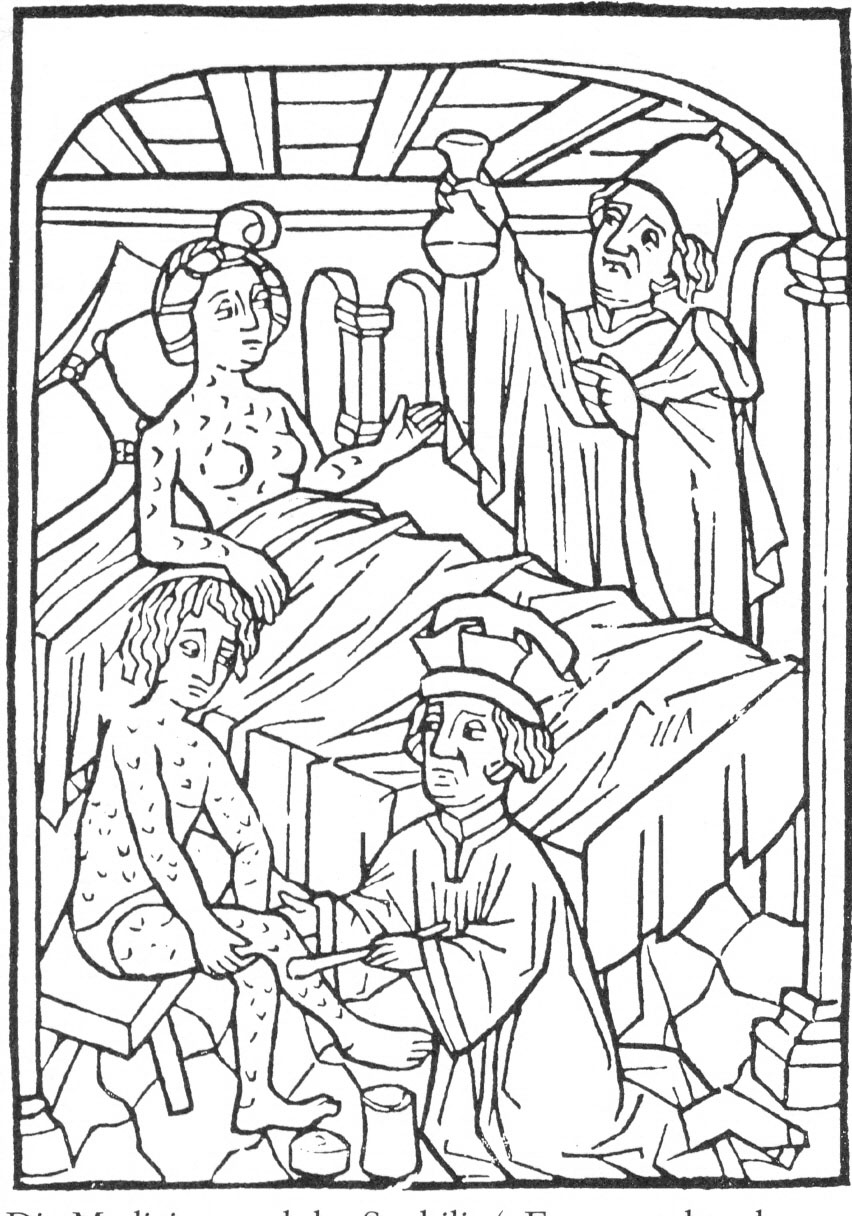
Một minh họa y học ban đầu về những người bị bệnh giang mai, Vienna, 1498

### Thí nghiệm Tuskegee và Guatemala

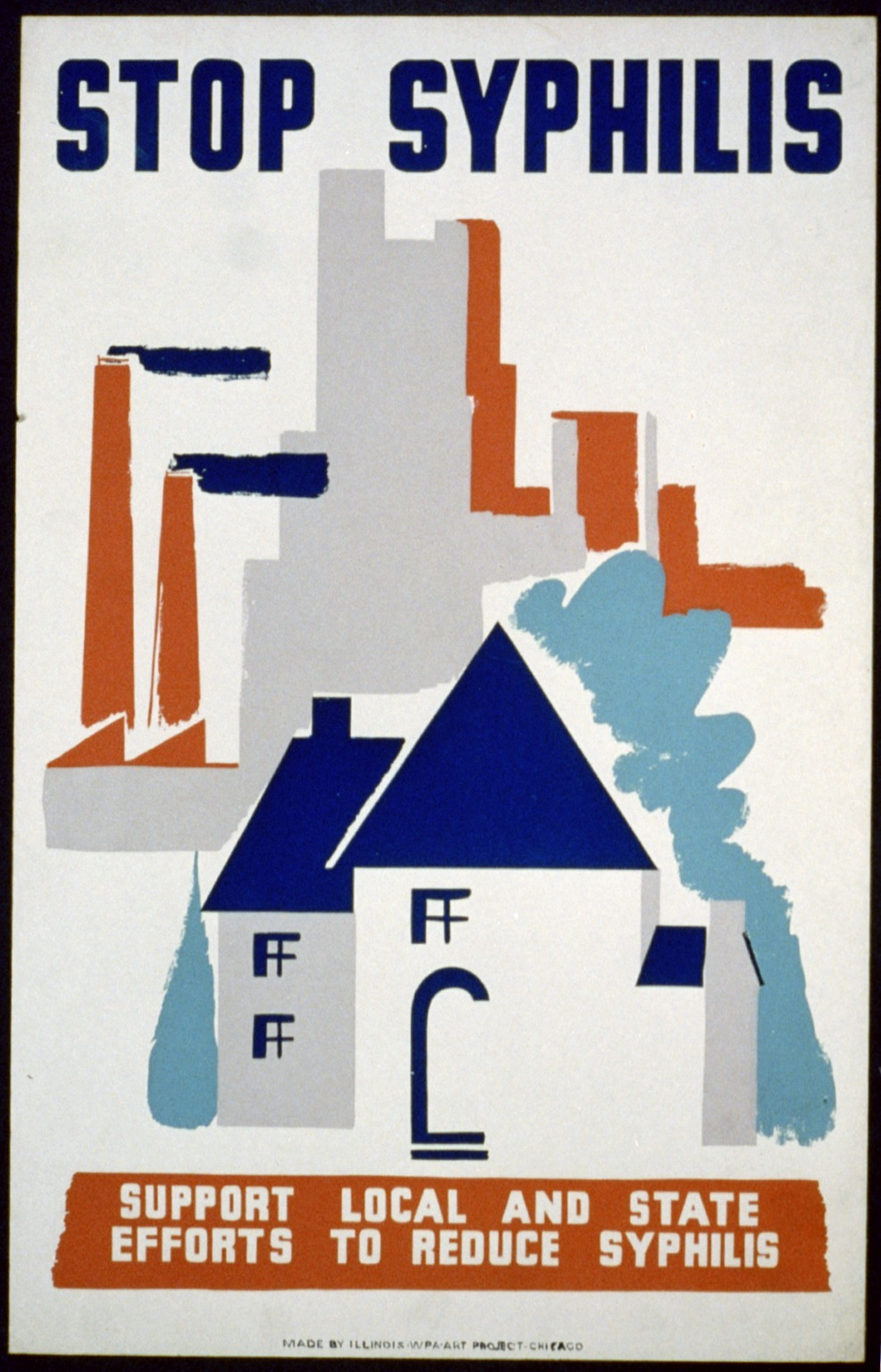
Áp phích tuyên truyền chống giang mai, năm 1940

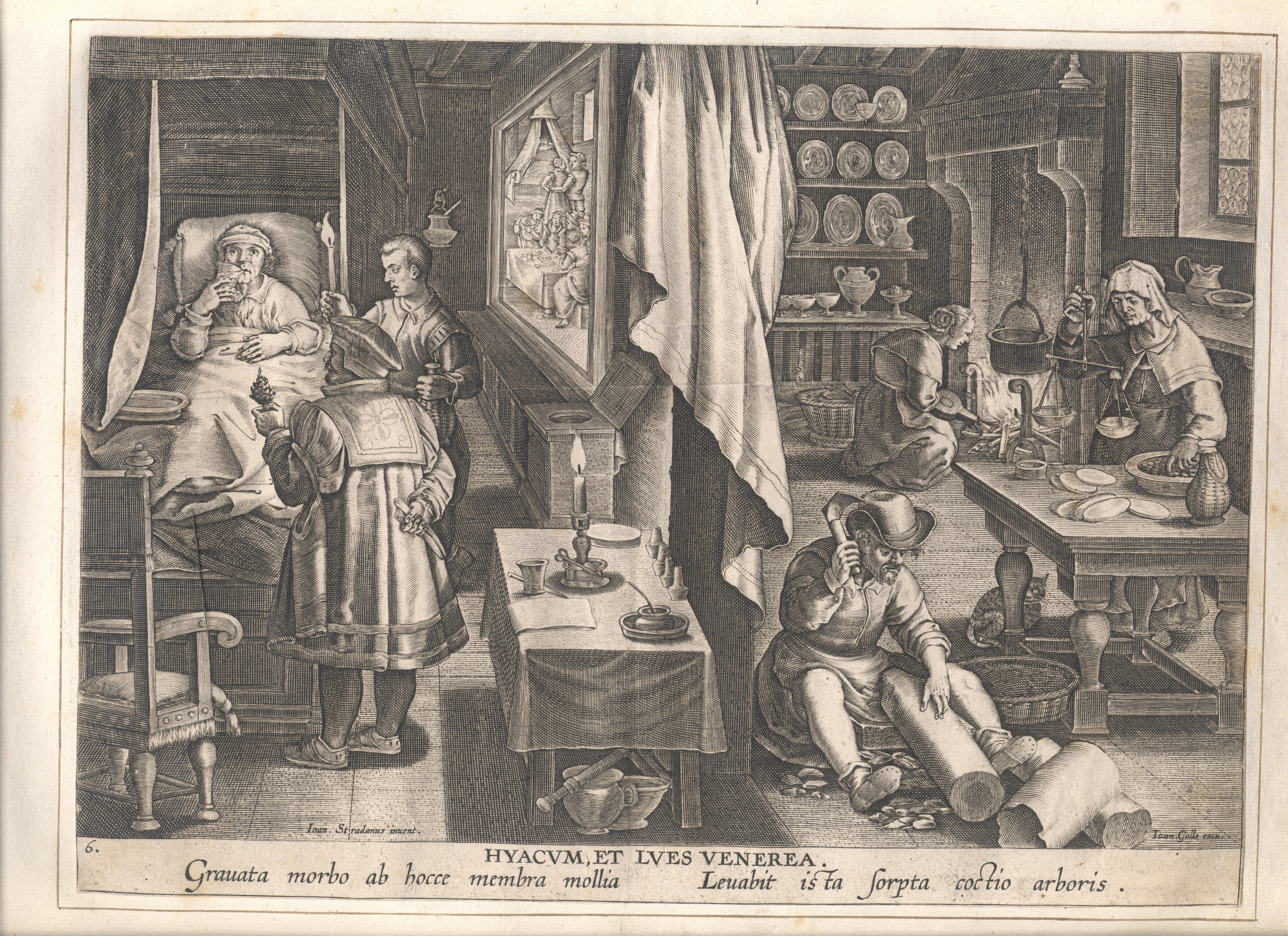
Chuẩn bị và sử dụng Guayaco để chữa giang mai, tác giả Stradanus, năm 1590

## Hình ảnh

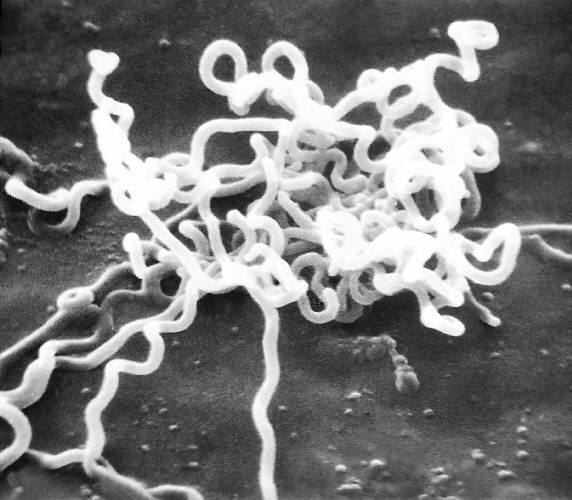
Hình ảnh kính hiển vi điện tử của xoắn khuẩn Treponema pallidum
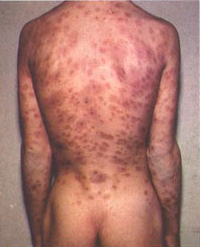
Giang mai gây tổn thương trên lưng của bệnh nhân
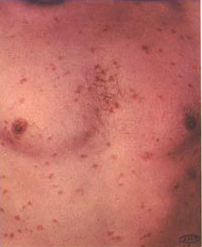
Giang mai gây tổn thương trên ngực của bệnh nhân
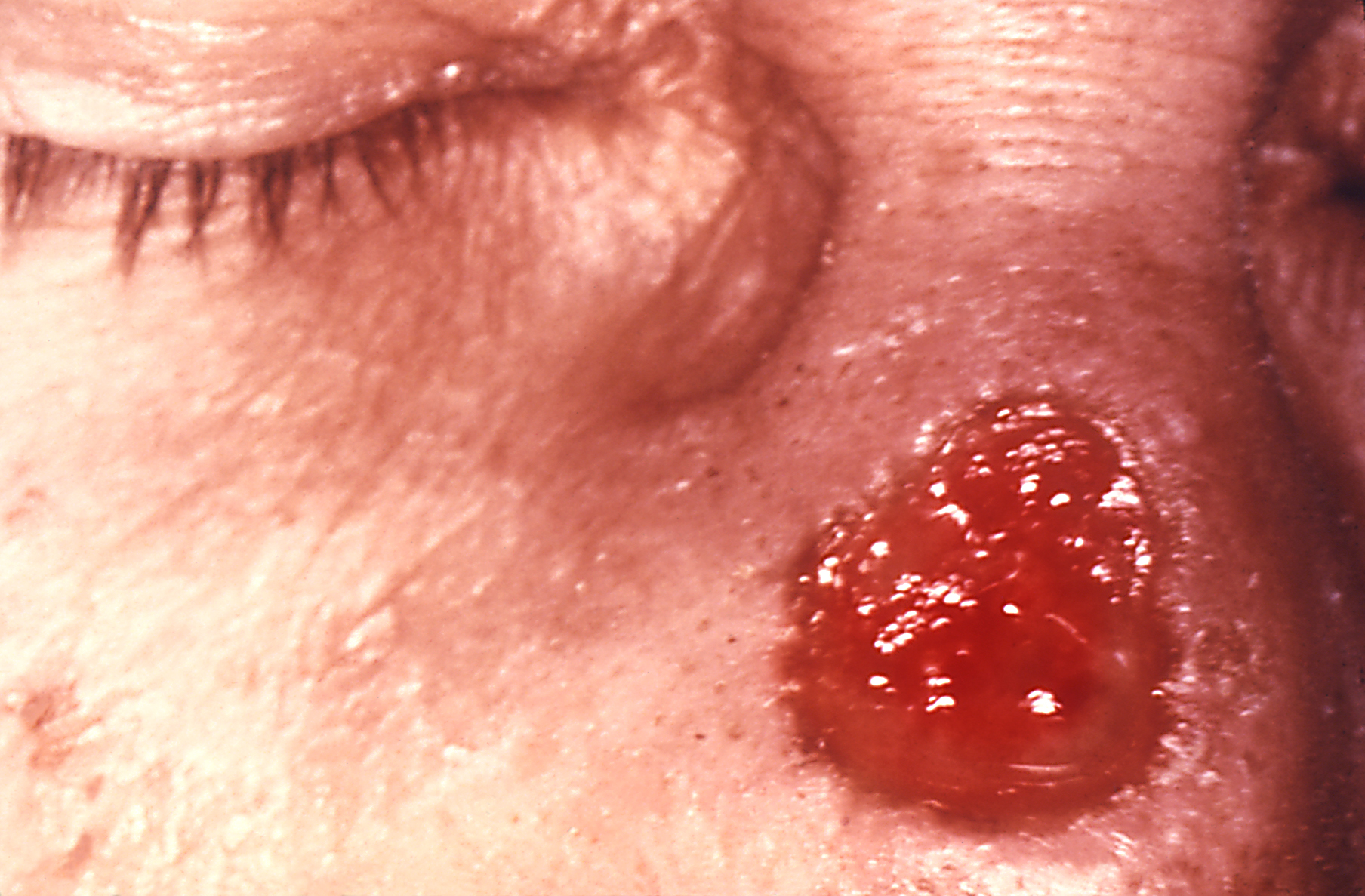
Củ giang mai trên mũi trong giai đoạn 3
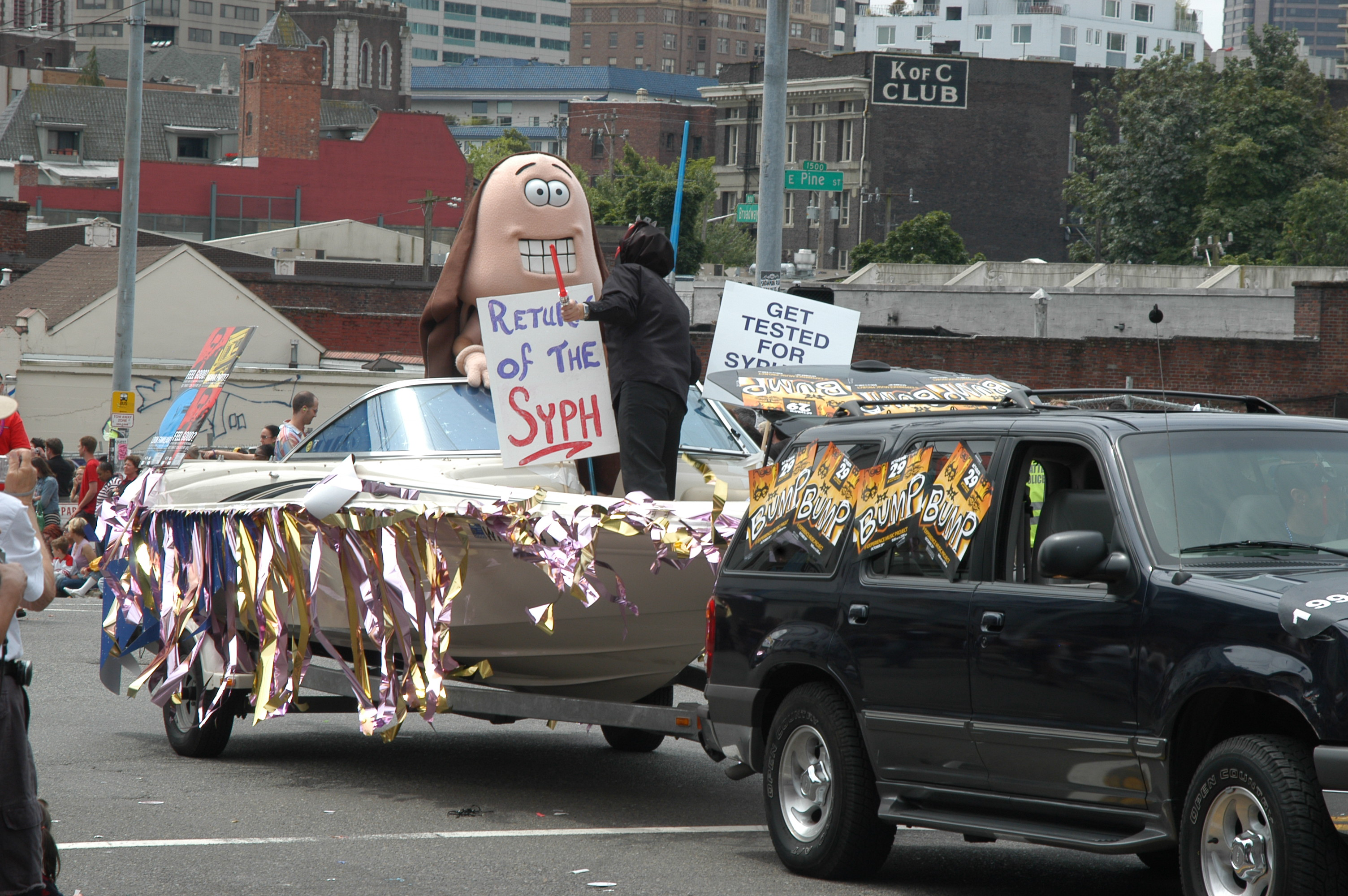
Năm 2005 - Cuộc diễu hành thúc đẩy việc xét nghiệm bệnh giang mai tại Seattle, Washington, Hoa Kỳ.

## Lịch sử